# Monte Carlo (Brazilia)
Monte Carlo este un oraș în Santa Catarina (SC), Brazilia.